# Ferdinand Theinhardt
Ferdinand Theinhardt (* 3. Mai 1820 in Halle/Saale; † 15. März 1906 in Berlin) war ein deutscher Schriftentwerfer, Schriftgießer und Unternehmer.

## Leben und Werk
Ferdinand Theinhardt lernte bei der Gollnerschen Schriftgießerei in Halle an der Saale das Stempelschneiden und Schriftgießen. Nach Beendigung seiner Ausbildung erhielt er mit siebzehn Jahren in der Buchdruckerei und Schriftgießerei Eduard Haenel in Berlin eine Anstellung. Nach Stationen in Frankfurt am Main in der Friedrich Nies’sche Buchdruckerei und Schriftgießerei und in Offenbach am Main kehrte er zu Eduard Haenel nach Berlin zurück. 1849 gründete Ferdinand Theinhardt seine eigene Schriftgießerei in Berlin. In der Anfangszeit war er mit der Herstellung der Druckstöcke für die Anfertigung von Staatspapieren beschäftigt, später lieferte er Schriften für die 1851 gegründete Preußische Staatsdruckerei, an deren Errichtung er mitgewirkt hatte.
Theinhardt konnte zahlreiche Zeitungsdruckereien wie die Vossische Zeitung, die Spenersche Zeitung, die National-Zeitung, die Volks-Zeitung, die Post und die Norddeutsche Allgemeine Zeitung als Kunden gewinnen. 
1851 erhielt Ferdinand Theinhardt vom Ägyptologen Karl Richard Lepsius den Auftrag, über 2000 Hieroglyphenstempel zu schneiden und auch den Typenguss zu übernehmen. Die Hieroglyphenstempel gingen später in den Besitz der Reichsdruckerei über. Theinhardt stellte auch Stempel für Sanskrit, Zend, Hebräisch, Demotisch und eine Reihe anderer Sprachen her. 
Nach den Angaben des Orientalisten Eberhard Schrader führte Theinhardt ab 1875 den Schriftguß für die Keilschrift aus.
1885 verkaufte er die Schriftgießerei an die Brüder Mosig und Oskar Mammen. 1908 wurde die Firma in eine GmbH umgewandelt und von der H. Berthold AG übernommen. Die Firma wurde noch eine Zeit lang als eigenständiger Betrieb geführt, bevor sie mit der Hauptfirma vereinigt wurde.
Ferdinand Theinhardt war Ehrenmitglied der Typographischen Gesellschaft in Leipzig.